# Solokan
Solokan is een bestuurslaag in het regentschap Karawang van de provincie West-Java, Indonesië. Solokan telt 5114 inwoners (volkstelling 2010).